# Gerhart Hauptmann
Gerhart Johann Robert Hauptmann, nemški pisatelj in dramatik, * 15. november,  1862, Ober Salzbrunn, Šlezija, Prusija (sedaj Szczawno Zdrój, Poljska), † 6. junij 1946, Jagniątków, Poljska. 
Hauptmann velja za najpomembnejšega predstavnika nemškega naturalizma. Leta 1912 je za svoje delo na področju književnosti prejel Nobelovo nagrado za književnost.

## Življenje
Hauptmann se je rodil v tedanjem mestu Ober Salzbrunn. Kot otrok je obiskoval vaško šolo, po letu 1874 pa realko v Wrocławu (nem. Breslau), kjer je le za las opravil sprejemne izpite. Njegova starša Robert in Marija Hauptmann (rojena Straehler) sta v domačem kraju vodila hotel. Bil je najmlajši v družini. Imel je dva brata, Georga in Carla ter sestro Johanno. Skupaj z bratom Carlom sta najprej živela v dijaškem domu, kasneje sta se preselila k lokalnemu pastorju. V šoli se je soočil s strogostjo profesorjev ter njihovim razlikovanjem med višjim (plemiškim) ter socialno nižjim slojem učencev. Odpor do šole ter pogoste bolezni so pripomogli k temu, da je moral ponavljati prvi letnik. Wrocław mu je vedno bolj priraščal k srcu, predvsem zaradi možnosti, da je tam hodil v gledališče. Leta 1879 je začasno prekinil šolanje ter se preselil k stricu Gustavu Schubertu, da bi postal poljedelski vajenec na kmetiji. Zaradi fizične izčrpanosti je moral zamisel opustiti, saj je zbolel za pljučnico, ki ga je nato spremljala vse življenje.

## Študij in kiparstvo
Oktobra 1880 se je vpisal v kiparsko šolo na Kraljevi šoli za obrt in umetnost v Wrocławu, kjer je spoznal Josefa Blocka, s katerim ga je odtlej povezovalo globoko prijateljstvo. Po izključitvi zaradi »slabega obnašanja« in ponovnem sprejemu na pobudo profesorja Roberta Härtla je 1882 šolo tudi dokončno zapustil. Za bratovo poroko je napisal igro Ljubezenska pomlad (Liebesfrühling), ki so jo prvič uprizorili na fantovščini. Na poroki je spoznal Marie Thienemann, nevestino sestro, s katero se je kasneje skrivoma zaročil. Z njeno finančno pomočjo se je lahko vpisal na študij filozofije in zgodovine književnosti na univerzi v Jeni, ki pa ga je prav tako predčasno prekinil. Kasneje se je z njeno finančno pomočjo skupaj z bratom Carlom odpravil na potovanje po Sredozemlju, kjer se je odločil, da se bo v Rimu ustalil kot kipar. Kasneje se je ta ideja izkazala kot neuspešna. Vrnil se je v Nemčijo, kjer se je prav tako neuspešno vpisal na študij risarstva na Kraljevi akademiji v Dresdnu, ter kasneje na študij zgodovine na akademiji v Berlinu. Bolj kot študiju pa se je posvečal gledališču.

## Zakon z Marie Thienemann
Leta 1885 se je poročil z Marie Thienemann, sestro bratove žene. Slaba dva meseca kasneje sta zakonska para odšla na poročno potovanje v Rügen, natančneje na otok Hiddensee, ki je kasneje postal priljubljena počitniška destinacija Hauptmannovih. Ker je Hauptmannu mestno življenje povzročalo precej težav s pljuči, sta naslednja 4 leta živela v majhnem mestecu Erkner jugovzhodno od Berlina. Tukaj so se jima rodili trije sinovi Ivo, Klaus in Eckart. V bližnjem Berlinu je stopil v stik z naturalističnim knjižnim društvom Durch (Skozi) katerega člana sta bila tudi Karl Bleibtreu (soustanovitelj berlinskega gledališča Deutsche Bühne (Nemški oder) in Wilhelm Bölsche (urednik naturalističnega časopisa die Freie Bühne (Svobodni oder) - poimenovano po isto imenskem gledališču).
V tem času so nastala njegova dela: novela Železniški čuvaj Thiel (Bahnwärter Thiel) ter drami Pred sončnim vzhodom (Vor Sonnenaufgang; slo. 2003) in Tkalci (Die Weber; slo. 1984), ki je s pomočjo Otta Brahmsa, direktorja  berlinskega gledališča Freier Bühne tudi premierno uprizoril. Podprl jih je tudi Theodor Fontane. Z dramo Samotni ljudje (Einsame Menschen) je po izjavah Konstantina Stanislavskega vplival tudi na Antona Čehova in rusko dramatiko nasploh.
Podlago za dramo Tkalci je Hauptmann našel v šlezijski tkalski vstaji iz leta 1844. Najprej je napisal delo (De Waber) v šlezijskem narečju, leto kasneje pa tudi v knjižnem jeziku. Pruska cenzura je gledališču Svobodni oder prepovedala uprizoritev, saj naj bi delo spodbujalo k razrednemu boju. Šele po posredovanju Hauptmannovega odvetnika, so dramo nazadnje uprizorili v tudi v berlinskem gledališču Deutsches Theater. Socialdemokratski krogi so bili nad uprizoritvijo navdušeni, medtem ko je cesar Viljem II. svojo ložo v Nemškem gledališču odpovedal.
Bobrov kožuh (Der Biberpelz) je požel slabe kritike. Zaradi tega se je Hauptmann oddaljil od naturalističnega stila in se bolj posvetil mistično-religioznim ter pravljičnim temam.
Pod tem vplivom so nastala dela Hannelina pot v nebesa (Hanneles Himmelfahrt, slo. 1984), Potopljeni zvon (Die versunkene Glocke, slo. 1923) ter delo In Pipa pleše (Und Pipa tantzt). Leta 1893 je spoznal svojo kasnejšo drugo ženo Margareto Marschalk. Kljub več poskusom, da bi prebrodil zakonsko krizo, ki je s tem nastala, sta se leta 1904 s prvo ženo Marie dokončno ločila. Po letu 1901 sta Gerhart in Margaret skupaj živela v znameniti hiši Wiesenstein v Jagniątkówu (nem. Agnetendorf). Leto poprej je Margaret rodila sina Benvenuta (1900-1965). Hišo je avtor ljubkovalno imenoval »mistična lupina moje duše« (die mystische Schutzhülle meiner Seele).

## Čas med prvo svetovno vojno
Leta 1910 je izšel njegov prvi roman Kristusov norec : Emanuel Quint  (Der Narr in Christo Emanuel Quint). Dve leti kasneje mu je sledil roman Atlantis, po katerem so leta 1913 posneli tudi film. Tudi sam je napisal nekaj scenarijev za filme, ki pa niso bili nikoli uprizorjeni.
V obdobju preloma stoletja je prejel tudi več nagrad za književnost. Trikrat je prejel Grilparzerjevo nagrado (avstrijska literarna nagrada za književnost), naziv častnega doktorata na Univerzi v Leipzigu in Worcerster collega Univerze v Oxfordu. Leta 1912 je za svoje ustvarjanje, prevdsem na področju dramatike prejel Nobelovo nagrado za književnost. V nasprotju s socialdemokratskim in intelektualnim slojem pa nemški cesar Viljem II. ni cenil njegovega dela. Ob podelitvi Schillerjeve nagrade za književnost leta 1896 je celo vložil veto. Na prigovarjanje prestolonaslednika Viljema so leta 1913 odpovedali uprizoritev Hauptmannove Slavnostne igre v nemških rimah (Festspiel in deutschen Reimen), ker naj bi v njej bila stoto obletnico osvoboditvenih vojn proti Napoleonu prikazal preveč pacifistično.
Kljub temu pa je ob nastopu vojne Gerhart Hauptmann spadal med 93 podpisnikov tako imenovane listine Manifest 93., kjer so številni znanstveniki, umetniki, pisatelji pozdravili pričetek I. svetovne vojne. Sam manifest je kasneje služil kot orodje propagande in je v tujini naletel na številne kritike ter pozornost. Leta 1915 mu je cesar podelil odlikovanje Rdeči orel (Roter Adler Orden) IV. kategorije, kar je najnižja stopnja tega odlikovanja. Kmalu po razvoju 1. svetovne vojne je spremenil mišljenje in se pridružil številnn intelektualcem, ki so podpisali »novo« listino. Ta je bila leta 1918 objavljena v berlinskem dnevniku »Berliner Tageblatt«, v njej pa se je Hauptmann skupaj z drugimi  solidariziral z novo nastalo Weimarsko republiko.

## Priznanja

### Nagrade in odlikovanja
- 1896: Grillparzerjeva nagrada za delo Hannelina pot v nebesa
- 1899: Grillparzerjeva nagrada za delo Voznik voza Henschel
- 1905: Grillparzerjeva nagrada za delo Ubogi Heinrich
- 1909: Častni doktorat na univerzah v Oxfordu in Leipzigu
- 1910: Odlikovanje bavarskega kralja Maximiliana na področju znanosti in umetnosti
- 1912: Nobelova nagrada za književnost
- 1921: Častni doktorat Nemške univerze v Pragi
- 1922: Priznanje (Adlerschild) nemškega rajha
- 1923: Odlikovanje Prusije (Pour le mérite) na področju znanosti in umetnosti
- 1932: Častni doktorat univerze v Columbiji (New York)
- 1932: Goethejeva nagrada mesta Frankfurt

## Delovanje
V nagovoru pred Dunajsko Akademijo znanosti in umetnosti (Akademie der Wissenschaften) je izjavil: »V moji glavi se neprestano pojavlja več glasov, in nisem znal drugače vzpostaviti reda, kot s pisanjem večglasovnih stavkov.« (Centenar-Ausgabe, Bd. 6, S. 689).
Čeravno predstavlja dramatika središče njegovega ustvarjanja, pa je ves čas delovanja pisal tudi liriko, verzno epiko, kakor tudi pripovedno, avtobiografsko in esejistično prozo.

## Delovanje v času nacionalsocializma
Leta 1933, ko so nacionalsocialisti prevzeli oblast, je Gerhart Hauptmann podpisal tako imenovano lojalnostno deklaracijo Nemške akademije književnosti, sekcija pruske akademije umetnosti. Istega leta je zaprosil za članstvo v NSDAP (Nemška nacionalsocialistična delavska stranka) vendar pa v njegovih delih ni začutiti vpliva takratne politike. Med ljudmi je užival velik ugled, zato ga je oblast želela za vsako ceno obdržati v državi, da ne bi – tako kot njegovi številni pisateljski kolegi – emigriral v tujino. Seveda pa je tudi nad njim vladala stroga cenzura. Tako so na primer prepovedali ponatis njegovega dela Strel v parku (Der Schuss im Park), ker v delu nastopi črnopolta ženska. Prav tako so bile cenzurirane filmske različice knjižnih izdaj del Bobrov kožuh in Pred sončnim vzhodom. Konec vojne je dočakal v svoji hiši „Wiesenstein“. Leta 1944 je izšlo njegovo obsežno delo Tetralogija o Atridih (die Atriden-Tetralogie), za katero je pisal štiri leta. V družino Atridov spadajo slavne mitične osebe, kot na primer Agamemnon, Ifigenija, Zevs, Evropa, Helena idr. Vse pa je zaznamovala kruta usoda, ki ni prizanesla nobenemu od junakov. Med bombnim napadom na Dresden je bil zaradi pljučnice nastanjen v enem izmed sanatorijev.

O bombnem napadu na Dresden je izjavil :
 »Kdor je pozabil jokati, se je tega ponovno naučil ob propadu Dresdna. Stojim na izhodu svojega življenja in zavidam svojim mrtvim somišljenikom, ki jim je bilo to doživetje prihranjeno«. („Wer das Weinen verlernt hat, lernt es wieder beim Untergang Dresdens. Ich stehe am Ausgangstor meines Lebens und beneide meine toten Geisteskameraden, denen dieses Erlebnis erspart geblieben ist.“).
Po koncu vojne je Šlezija pripadla Poljski, ki je zahtevala, da se – tako kot vsi Nemci – izseli iz države. Huda bolezen mu je preprečila, da bi zapustil državo. 6. junija 1946 je umrl zaradi bronhitisa. Zaradi poljske politike do nemških državljanov ni mogel biti pokopan v svoji domovini, pomagalo ni niti pisno posredovanje Sovjetske zveze, kjer je bil Hauptmann zelo spoštovan. Njegovo truplo so spravili v krsto iz cinka in odložili v delovni sobi njegove hiše. Šele po več kot enem mesecu in večkratnem pozivu Sovjetske zveze so njegove posmrtne ostanke prepeljali v domovino. 52 dni po njegovi smrti, natančneje 28. junija je bil v jutranjih urah pokopan v samostanu na otoku Hidensee.

## Vpliv na njegovo delo
V Berlinskem društvu Durch je spoznal različne predstavnike naturalizma, ki so ga odločilno zaznamovali. V društvu je bil močan vpliv avtorjev iz obdobja viharništva (Sturm und Drang) in vse do predmarčne dobe. Na srečanjih so se pogovarjali o estetskih vprašanjih, o idealizmu, realizmu in naturalističnem gibanju. Tukaj je Gerhart Hauptmann imel predavanje o do takrat pozabljenem Georgu Büchnerju. Konec osemdesetih let 19.stoletja je spoznal, kako oblast preganja pripadnike. Leta 1888 je v Švici spoznal psihiatra Augusta Forela, ki ga je podrobneje seznanil o človeški psihi.
V Zürichu je pričel z naturalističnim slogom pisanja, tam je tudi dokončal delo Železniški čuvaj Thiel in dramo Pred sončnim vzhodom. Meščanstvo je bilo nad prikazano seksualnostjo ter alkoholizmom šokirano. Za izvirno uprizoritev mnogokatere od njegovih dram se ima zahvaliti Ottu Brahmsu, takratnemu direktorju gledališča Die Freie Bühne.

## Izbor del
- Železničar Thiel, 1888 (Bahnwärter Thiel, slo. 1984)
- Pred sončnim vzhodom, 1889 (Vor Sonnenaufgang, slo. 2003)
- Praznik miru, 1890 (Das Friedensfest)
- Osamljeni ljudje 1891 (Einsame Menschen)
- Tkalci, 1893 (Die Weber, slo. 1984)
- Bobrov kožuh 1893 (Der Biberpelz)
- Hannele gre v nebesa, 1894 (Hanneles Himmelfahrt, slo.1984)
- Potopljeni zvon, 1897 (Die versunkene Glocke,  slo. 1923)
- Voznik voza Henschel, 1898 (Fuhrmann Henschel)
- Michael Kramer, 1900
- Rdeči petelin, 1901 (Der rote Hahn)
- Ubogi Heinrich, 1902 (Der arme Heinrich)
- Rose Bernd, 1903
- In Pippa pleše, 1906 (Und Pippa tanzt)
- Razkolnik iz Soane, 1918 (Der Ketzer von Soana, slo. 1984)
- Podgane, 1911 (Die Ratten)
- Kristusov norec Emanuel Quint, 1912 (Der Narr in Christo Emanuel Quint)
- Atlantis, 1913
- Pred sončnim zahodom, 1932 (Vor Sonnenuntergang, slo. 1984)
- Morsko čudo : neverjetna zgodba, 1934 (Das Meerwunder, slo. 1984)
- Pustolovščina moje mladosti,1937 (Das Abenteuer meiner Jugend)
- Strel v parku, 1941 (Der Schuß im Park)
- Tetralogija o astridih, 1940 - 1944 (Atriden-Tetralogie)